# Claudius Florimund Mercy

Claudius Florimund de Mercy (anonymer zeitgenössischer Meister, HGM)

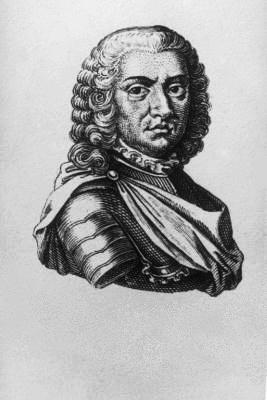
Claudius Florimund Mercy

Claudius Florimund Graf Mercy (* 1666 in Longwy (Lothringen); † 29. Juni 1734 bei Parma gefallen) war kaiserlicher Feldmarschall, kommandierender General der kaiserlichen Provinz Temescher Banat und Präsident der Banater Landesadministration (1717–1734).
Seine Eltern waren der Feldmarschalleutnant Freiherr Peter Ernst von Mercy (1641–1686) und Marie Christiane d’Allamont. Sein Vater war am 23. September 1686 in den Grafenstand erhoben worden. 1700 erscheint Claudius Florimund als Herr zu Fontoy, Looten und Schöndorf. Großvater von Claudius Florimund war der kaiserliche und kurbayerische Feldherr Franz von Mercy.

## Leben
Mercy trat 1682 als Freiwilliger in die kaiserliche Armee ein, erwarb sich in der Schlacht am Kahlenberg (Entsatz von Wien, 1683) ein Offizierspatent (Leutnant) und kämpfte in den anschließenden Feldzügen in Ungarn (1684–1690) gegen die Türken mit Auszeichnung. Den Spanischen Erbfolgekrieg machte er vom Beginn bis zum Rastatter Friede 1714 mit. So kämpfte er 1701 als Oberstleutnant in Italien und schlug bei Borgoforte (Provinz Mantua) mit 300 Reitern sechs feindliche Eskadrons zurück, geriet mehrere Male in Gefangenschaft, kam aber im Zuge von Gefangenenaustausch immer wieder frei.
Hierauf besaß und befehligte er am Rhein ein nach ihm benanntes Kürassierregiment und erwarb sich in der Schlacht bei Friedlingen großen Ruhm. 1705 drängte er, inzwischen zum Generalmajor befördert, die Franzosen aus ihren Linien bei Pfaffenhofen bis unter die Kanonen von Straßburg zurück. Er versah 1706 Landau mit dem nötigen Nachschub und sprengte bei Offenburg 1707 das fliegende Korps des Marquis de Vivans.
Zum Feldmarschallleutnant erhoben, deckte er die Gegend von Landau. Im Feldzug von 1709 führte er sechs Regimenter nach Mantua, ging nach seiner Rückkehr über den Rhein und nahm eine Stellung bei Neuenburg am Rhein ein. Vom Comte du Bourg bei Rummersheim geschlagen, musste er sich zwar nach Rheinfelden zurückziehen, deckte jedoch den Schwarzwald und die Waldstädte. Im Türkenkrieg (1716) trug er in der Schlacht von Peterwardein maßgeblich zum Sieg bei, deckte die Belagerung von Temeswar und nahm hier ebenfalls 1717 mit Auszeichnung teil.
Am 15. April 1718 wurde Graf Mercy laut kaiserlichem Dekret zum kommandierenden General im Banat ernannt, so dass der Führungsanspruch des Militärs in der Kameralverwaltung erhalten blieb. Claudius Florimund Mercy wurde gleichzeitig zum Präsidenten der Landesadministration des Banats ernannt. In dieser Funktion hatte er die Aufgabe das Einrichtungsprojekt des Banats durchzuführen.
Während des Krieges mit Spanien hatte er ab April 1719 den Oberbefehl auf Sizilien und kämpfte mit wachsendem Erfolg. Er griff den Marquis de Lede am 20. Juni bei Francavilla an, trotz einer Verwundung gelang ihm noch die Besetzung von Messina, darauf wurde er durch Feldmarschalleutnant Zum Jungen abgelöst.
Als Gouverneur von Temeswar leitete er ab 1720 die Besiedlung und Kultivierung der von den Türken eroberten südungarischen Gebiete einschließlich des Temescher Banats. Den Einwanderern aus Schwaben, Franken, Pfalz, Rheinland und anderswo, den Donauschwaben, stellte man Grund und Boden zur Verfügung und gewährte ihnen drei Jahre Steuerfreiheit. Mercy unterstützte die Einführung hier unbekannter Kulturen und Gewerbe, brachte Reisbauer und richtete die Seidenzucht und Seidenmanufaktur ein. Insgesamt wurden 100.000 Menschen angesiedelt, alleine in der heutigen Wojwodina ließen sich 30.000 serbische Familien nieder.
Ferner sind Graf Mercy die Befestigung der Stadtmauern Temeswars und die Begradigung der Bega zuzurechnen. Am 23. April 1723 wurde der Grundstein der neuen Festungsmauern gelegt. Der Festungsbau wurde ununterbrochen fortgesetzt und fand erst 1765 seine Vollendung. Unter seiner Leitung erhielt Temeswar die ersten städtebaulichen Einrichtungen: Kaserne, Kirche, Bürgermeisteramt, Militärspital und die erste Anlage zur Trinkwasserversorgung, wozu in der Fabrikstadt ein Pumpwerk gebaut wurde.
1727 stand der Bau des Bega-Kanals unter Mercys Führung. Vor der Kanalisierung bot die Bega in wildem, ungeregeltem Lauf dem ausgedehnten Sumpfgebiet im Westen reiche Nahrung. Die Ableitung der Sümpfe erschien Mercy eine aus strategischen, wirtschaftlichen und nicht zuletzt sanitären Gründen gebotene Notwendigkeit. Das daraus resultierende Austrocknen der Sümpfe ließ neues, fruchtbares Ackerland entstehen, die Banater Heide.
Als Generalfeldmarschall übernahm Mercy 1733 den Oberbefehl in Italien. Er fiel 29. Juni 1734 in der Schlacht bei Parma beim Angriff auf Crocetta bei Parma, nach einem Schlaganfall bereits fast blind und taub, im Alter von 68 Jahren. Er wurde in der Domkirche zu Reggio beigesetzt.

## Nachkommen
Da Mercy keine Kinder hinterließ, erbten sein Lehen und den Grafentitel, den er 1720 erhalten hatte, sein Adoptivsohn Antoine Mercy d’Argenteau, der 1767 als Generalgouverneur in Esseg starb, und dessen Sohn, Florimund Mercy d’Argenteau, der in den diplomatischen Dienst trat, unter Peter III. und Katharina II. den Botschafterposten in Russland bekleidete, 1786 Gesandter in Paris wurde und als Vertrauter Maria Theresias und Ratgeber der Königin Marie-Antoinette eine wichtige Rolle spielte. Johann Andreas Graf von Hamilton (1734–1738) und Franz Anton Leopold Ponz Freiherr von Engelshofen (1740–1757) waren bedeutende Nachfolger Mercys als Gouverneur des Temescher Banats.

## Museale Rezeption
Die Geschichte des Prinzen Eugen von Savoyen, dessen Feldherr und Vertrauter Mercy war, ist im Wiener Heeresgeschichtlichen Museum umfassend dargestellt. In diesem Sammlungsbereich (Saal I des Museums) ist auch das einzige zeitgenössische, heute noch erhaltene Porträt des Claudius Florimund de Mercy ausgestellt.